# Jeff Sessions
Jefferson Beauregard "Jeff" Sessions III (Selma, 24 de desembre de 1946) és un Senador dels Estats Units i ex-fiscal d'Alabama. És un membre del Partit Republicà.
De 1981 a 1993 va servir com a Advocat dels EUA pel districte del sud d'Alabama. Va ser elegit Fiscal General d'Alabama el 1994 i Senador dels EUA el 1996, sent re-elegit el 2002, 2008 i 2014. El 2007 fou valorat pel «National Journal» com el 5è Senador més conservador, fortament alineat amb el Partit Republicà en temes polítics. Com a senador, va destacar per la seva oposició a la immigració il·legal i la defensa de reduir la immigració legal. Va donar suport als principals esforços legislatius de la administració de George Walker Bush, incloent les retallades d'impostos del 2001 i 2003, la Guerra de l'Iraq, i una esmena nacional proposada per prohibir els matrimonis del mateix sexe. Va ser un dels 25 senadors que es va oposar a la creació del Programa d'Alleugeriment d'Actius en Problemes. S'ha oposat al lideratge del Partit Demòcrata dels Estats Units des de 2007 en les lleis més importants, incloent la Llei de Reinversió i Recuperació del 2009, la Patient Protection and Affordable Care Act, i la abrogació de la llei Don't ask, don't tell. Com a membre Republicà en el Comité Judicial del Senat, es va oposar als 3 candidats del President Barack Obama per la Cort Suprema dels Estats Units. Fou considerat com a possible company per a la candidatura presidencial Republicàna de Donald Trump en les Eleccions presidencials dels Estats Units de 2016, però fou Mike Pence, governador d'Indiana, el finalment seleccionat. El 18 de novembre de 2016, després de guanyar l'elecció presidencial, Trump va anunciar la nominació de Jeff Sessions per ser Fiscal General dels Estats Units, succeint a Loretta Lynch, juntament amb Michael T. Flynn com a Conseller de Seguretat Nacional i Mike Pompeo com a Director de la CIA. El 7 de novembre de 2018, va ser destituït pel president Donald Trump.